# Gniezno (comune rurale)
Gniezno è un comune rurale polacco del distretto di Gniezno, nel voivodato della Grande Polonia.
Ricopre una superficie di 177,99 km² e nel 2004 contava 8 048 abitanti.
Il capoluogo è Gniezno, che non fa parte del territorio ma costituisce un comune a sé.